# Europees kampioenschap voetbal 2008 (Groep D) Rusland - Zweden
Dit artikel gaat over de wedstrijd in de groepsfase in groep D tussen Rusland en Zweden gespeeld op 18 juni 2008 tijdens het Europees kampioenschap voetbal 2008.

## Wedstrijdgegevens

De basisopstellingen van beide landen.

| Datum                | 18 juni 2008                   | 18 juni 2008                   |
| Stadion              | Tivoli Neu, Innsbruck          | Tivoli Neu, Innsbruck          |
| Toeschouwers         | 30.000                         | 30.000                         |
| Scheidsrechter       | Frank De Bleeckere             | Frank De Bleeckere             |
| Assistenten          | Peter Hermans Alex Verstraeten | Peter Hermans Alex Verstraeten |
| Vierde man           | Kristinn Jakobsson             | Kristinn Jakobsson             |
| Man van de wedstrijd | Andrej Arsjavin                | Andrej Arsjavin                |
|                      | Rusland                        | Zweden                         |
| Doelpunten           | 2                              | 0                              |
| Gele kaarten         | 2                              | 2                              |
| Rode kaarten         | 0                              | 0                              |
| Wissels              | 2                              | 2                              |
| Schoten op doel      | 7                              | 6                              |
| Schoten naast doel   | 14                             | 6                              |
| Overtredingen        | 14                             | 15                             |
| Hoekschoppen         | 12                             | 4                              |
| Buitenspel           | 1                              | 2                              |
| Vrije trappen        | 17                             | 16                             |
| Strafschoppen        | 0                              | 0                              |
| Balbezit (tijd)      |                                |                                |
| Balbezit (%)         | 54                             | 46                             |

| Rusland | 2 – 0           | Zweden |
| Roman Pavljoetsjenko 24' Andrej Arsjavin 50' | goals (assists) | |
| Guus Hiddink | bondscoach      | Lars Lagerbäck |
| Igor Akinfejev Sergej Ignasjevitsj Denis Kolodin Andrej Arsjavin Sergej Semak Dinijar Biljaletdinov 66' Konstantin Zyrjanov Joeri Zjirkov Roman Pavljoetsjenko 90' Igor Semsjov Aleksandr Anjoekov | opstellingen    | Andreas Isaksson 79' Mikael Nilsson Olof Mellberg Petter Hansson Fredrik Stoor Anders Svensson Fredrik Ljungberg Zlatan Ibrahimović Johan Elmander Henrik Larsson 56' Daniel Andersson |
| Ivan Sajenko 66' Vladimir Bystrov 90' | wissels         | 56' Kim Källström 79' Marcus Allbäck |
| Sergej Semak 57' Andrej Arsjavin 65' Denis Kolodin 76' | gele kaarten    | 10' Andreas Isaksson 49' Johan Elmander |
| | rode kaarten    | |

## Overzicht van wedstrijden
| Groepswedstrijden | | | |
| Groep A | Groep B | Groep C | Groep D |
| Zwitserland - Tsjechië Portugal - Turkije Tsjechië - Portugal Zwitserland - Turkije Zwitserland - Portugal Turkije - Tsjechië | Oostenrijk - Kroatië Duitsland - Polen Kroatië - Duitsland Oostenrijk - Polen Oostenrijk - Duitsland Polen - Kroatië | Roemenië - Frankrijk Nederland - Italië Italië - Roemenië Nederland - Frankrijk Nederland - Roemenië Frankrijk - Italië | Spanje - Rusland Griekenland - Zweden Zweden - Spanje Griekenland - Rusland Griekenland - Spanje Rusland - Zweden |
| Kwartfinales | | | |
| Portugal - Duitsland | Kroatië - Turkije | Nederland - Rusland | Spanje - Italië                                                                                                   |
| Halve finales | | | |
| Duitsland - Turkije | Duitsland - Turkije                                                                                                  | Rusland - Spanje | Rusland - Spanje                                                                                                  |
| Finale | | | |
| Duitsland - Spanje | | | |